# 太阳镇 (抚州市)
太阳镇，是中国江西省抚州市临川区所辖的一个镇。

## 行政区划
太阳镇下辖以下村级行政区划单位
太阳社区、太阳村、秋塘村、邓家村、湖溪村、衙背村、娄溪村、延桥村、新中村、涌桥村、黄铁村和何坊村。